# دوريات المخلاب: الفلم العظيم
دوريات المخلاب: الفيلم العظيم (بالإنجليزية: PAW Patrol: The Mighty Movie) هو فيلم كوميدي كندي قادم، للرسوم المتحركة والمغامرات بالكمبيوتر يعتمد على المسلسل التلفزيوني دوريات المخلاب الذي ابتكره الكاتب كيث شابمان، من إنتاج شركة سبين ماستر انترتينمنت، وهو تكملة لفيلم 2021 دوريات المخلاب: الفيلم.

## روابط خارجية
- دوريات المخلاب: الفلم العظيم على موقع IMDb (الإنجليزية)
- دوريات المخلاب: الفلم العظيم على موقع ميتاكريتيك (الإنجليزية)
- دوريات المخلاب: الفلم العظيم على موقع روتن توميتوز (الإنجليزية)
- دوريات المخلاب: الفلم العظيم على موقع ألو سيني (الفرنسية)
- دوريات المخلاب: الفلم العظيم على موقع أول موفي (الإنجليزية)
- دوريات المخلاب: الفلم العظيم على موقع فيلمافينيتي (الإسبانية)
- دوريات المخلاب: الفلم العظيم على موقع قاعدة بيانات الأفلام السويدية (السويدية)
- دوريات المخلاب: الفلم العظيم على موقع قاعدة بيانات الفيلم (الإنجليزية)
- دوريات المخلاب: الفلم العظيم على موقع ليتربوكسد (الإنجليزية)
- دوريات المخلاب: الفلم العظيم على موقع كينوبويسك (الروسية)

## أنظر أيضًا
- دوريات المخلاب: الفيلم
- دوريات المخلاب